# Pressemøde
Et pressemøde eller en pressekonference er begivenhed, hvor kendte personer, organisationer eller virksomheder fremlægger en sag for en gruppe af inviterede journalister, der efterfølgende som regel får mulighed for at stille spørgsmål. Det er dog – i modsætning til andre interviewsituationer – den, der inviterer til pressemøde, der bestemmer mødets form, herunder om og i givet fald i hvilket omfang, der kan stilles spørgsmål.
Pressemødet, der minder om en høring, forekommer bl.a. indenfor politik og sport, hvor de anvendes til at offentliggøre større nyheder samt komme med kommentarer til allerede offentliggjorte nyheder. Endelig afholder myndighederne og andre implicerede aktører ofte pressemøder i forbindelse med større katastrofer.
Som alternativ til at afholde et pressemøde udsender mange en pressemeddelelse. Men særligt indenfor det politiske liv er det dog almindeligt med hyppige pressemøder, der ofte er eneste mulighed for journalisterne for at få en kommentar. Statsministeriet afholder ugentligt pressemøde i Spejlsalen på Christiansborg, mens Det Hvide Hus og Pentagon i USA gør det dagligt. Fordelen ved pressemødet er, at den, der afholder mødet kan nøjes med at besvare samme spørgsmål én gang. Ofte vil pressemødet også være fordelagtigt i forhold til at henlede journalisternes opmærksomhed på et emne, der ellers ikke havde deres interesse.
Entertaineren P. T. Barnum 'opfandt' i 1800-tallet pressemødet for at gøre reklame for hans museum.
Under coronakrisen i 2020 holdt statsminister Mette Frederiksen pressemøde 11. marts 2020 da hun lukkede Danmark pga. COVID-19.